# Ivan Carlsson
Ivan Carlsson (Goteborg, 4 de marzo de 1943) es un expiloto de motociclismo sueco, que participó en el Campeonato del Mundo de Motociclismo entre 1971 y 1974. Su mejor temporada fue en 1971 cuando acabó en tercer lugar de la categoría de 350cc.

## Resultados
Sistema de puntuación a partir de 1969:
| Posición | 1  | 2  | 3  | 4 | 5 | 6 | 7 | 8 | 9 | 10 |
| Pts.     | 15 | 12 | 10 | 8 | 6 | 5 | 4 | 3 | 2 | 1  |

(Carreras en negrita indica pole position, carreras en cursiva indica vuelta rápida)
| Año  | Cat.  | Equipo | 1       | 2       | 3       | 4       | 5     | 6       | 7       | 8       | 9       | 10      | 11      | 12      | 13    | Pts. | Pos. |
| ---- | ----- | ------ | ------- | ------- | ------- | ------- | ----- | ------- | ------- | ------- | ------- | ------- | ------- | ------- | ----- | ---- | ---- |
| 1971 | 125cc | MZ     | AUT -   | ALE -   | IDM -   | NED -   | BEL - | RDA -   | CHE -   | SUE Ret | FIN -   |         | NAC -   | ESP -   |       | 0    | -    |
| 1971 | 350cc | Yamaha | AUT 4   | ALE 11  | IDM -   | NED 9   |       | RDA 6   | CHE -   | SUE 5   | IRL -   |         | NAC 5   | ESP 2   |       | 39   | 3.º  |
| 1971 | 500cc | Yamaha | AUT Ret | ALE Ret | IDM -   | NED 11  | BEL 6 | RDA Ret |         | SUE Ret | FIN -   | IRL -   | NAC Ret | ESP 9   |       | 7    | 25.º |
| 1972 | 50cc  | Monark | ALE -   |         |         | NAC -   |       | YUG 4   | NED -   | BEL 15  | RDA -   |         | SUE -   |         | ESP - | 8    | 15.º |
| 1972 | 350cc | Yamaha | ALE -   | FRA Ret | AUT -   | NAC 12  | IDM - | YUG -   | NED 14  | BEL -   | RDA 4   | CHE -   | SUE -   | FIN 13  | ESP 5 | 8    | 21.º |
| 1972 | 500cc | Yamaha | ALE -   | FRA 9   | AUT -   | NAC -   | IDM - | YUG -   | NED 13  | BEL -   | RDA -   | CHE 10  | SUE -   | FIN Ret | ESP 9 | 5    | 34.º |
| 1973 | 350cc | Yamaha | FRA 9   | AUT -   | GER -   | NAC 14  | IOM - | YUG 10  | NED 12  |         | CZE 9   | SWE -   | FIN -   | ESP 4   |       | 13   | 15.º |
| 1973 | 500cc | Yamaha | FRA -   | AUT -   | GER -   |         | IOM - | YUG Ret | NED Ret | BEL -   | CZE -   | SWE Ret | FIN -   | ESP 8   |       | 3    | 45.º |
| 1974 | 250cc | Yamaha |         | GER Ret |         | NAT Ret | IOM - | NED -   | BEL -   | SWE 17  | FIN -   | CZE -   | YUG -   | ESP -   |       | 0    | -    |
| 1974 | 350cc | Yamaha | FRA -   | GER -   | AUT Ret | NAT -   | IOM - | NED 18  |         | SWE Ret | FIN 11  |         | YUG -   | ESP -   |       | 0    | -    |
| 1974 | 500cc | Yamaha | FRA -   | GER -   | AUT -   | NAT -   | IOM - | NED -   | BEL -   | SWE -   | FIN Ret | CZE -   |         |         |       | 0    | -    |